# ダイ・ハード (小説)
『ダイ・ハード』（原題：Nothing Lasts Forever）は、1979年にロデリック・ソープが発表したアクション小説。1988年のアクション映画『ダイ・ハード』の原作として知られる。日本では映画公開に合わせて出版されたため、邦題は映画と同一の『ダイ・ハード』に改められ、カバーには映画のスチル写真が使用された。

## 概要
『ダイ・ハード』は、ソープが1966年に発表した小説 "The Detective" の続編に当たる。原題の Nothing Lasts Forever は直訳で「何事もいつまでも続くものではない」という意味になる。ソープは1975年に映画『タワーリング・インフェルノ』を見た後、ビルの中で銃を持った男たちに追い回される夢を見たという。本作はこの夢を元に "The Detective" の続編として書かれた。

## あらすじ
主人公ジョーゼフ・リーランドは娘ステファニイ・ジェナロの招待を受け、クラクソン石油（Klaxon Oil Corporation）の本社ビルで開かれたクリスマス・パーティを訪れる。ところが、クラクソン石油ビルはアントン・グルーバー率いるドイツ人テロリストの集団に占拠されてしまった。運良くテロリストに発見されなかったリーランドは、ビルの外にいるLAPDのアル・パウエル巡査部長から協力を得ながらテロリストを1人ずつ駆逐してゆく。

## 登場人物
ジョーゼフ・リーランド（Joseph Leland）
主人公。作中ではジョー（Joe）と呼ばれることも多い。私立探偵。NYPDの退職警官であり、現在も警察の保安顧問を務める。また第二次世界大戦中には西部戦線で戦った撃墜王でもある。娘ステファニイからクラクソン石油で行われるクリスマス・パーティへの招待を受け、本社ビルのあるロサンゼルスへと向かった。妻との別居が尾を引いており、ステファニイとの関係もぎこちない。パーティへの招待を受けたのは、少しでも関係が改善することを願ってのものだった。しかし唐突なテロリストの襲撃により、彼は娘を含む74人の人質を救うことになる。ブラウニング・ハイパワー拳銃を愛用する。映画では、ブルース・ウィリスがジョン・マクレーンとして演じた。
ステファニイ・ジェナロ（Stephanie Gennaro）
ジョーゼフ・リーランドの一人娘。クラクソン石油の幹部社員である。同僚ハリー・エリスと親密な関係にあり、父をクリスマス・パーティに招待したのは彼との関係を祝福してもらおうと考えてのことだった。その後、クラクソン石油ビルはアントン・グルーバー率いるテロリストに占拠され、彼女もまた人質として囚われてしまう。最後はグルーバーがリーランドと対峙する時に人質として連れ出し、リーランドに撃たれたグルーバーにしがみ付かれ、共に高層階から転落して死亡する。映画では、ボニー・ベデリアがマクレーンの妻ホリー・ジェネロとして演じた。また映画のクライマックスでマクレーンはリーランドと同じ状況に陥るが、最後にはホリーは助かり、グルーバーのみが転落死する。
アントン・グルーバー（Anton Gruber）
偽名の「アントニーノ・ロハス」や「赤の小トニイ」の通称で知られるドイツ出身のテロリストで、クラクソン石油ビルを占拠したグループのリーダーである。「黒いボタン飾りをつける」と称し、犠牲者のネクタイを正した上でジャケットの襟に銃弾を撃ち込むという手口を好んで使用する。目的のためには殺人も躊躇わない冷酷な性格である。映画では、アラン・リックマンがハンス・グルーバーとして演じた。
アル・パウエル（Al Powell）
クラクソン石油ビルからリーランドが発した緊急信号を受けて急行したLAPDの巡査部長（Sergeant）。リーランドを無線交信によって支援する。常にリーランドに対して協力的に振る舞い、彼が本物のヒーローであると確信している。最後はカールからリーランドを救い、彼を救急車に案内する。映画では、レジナルド・ヴェルジョンソンが演じた。
ドウェイン・T・ロビンスン（Dwayne T. Robinson）
LAPDの市警副本部長（Deputy Chief）。クラクソン石油ビルにおける立てこもり事件を解決するべく、現場責任者として派遣された。リーランドによる抵抗がテロリストを刺激して人質を危険に晒していると考えており、リーランドには非協力的。また当初はリーランドがテロリストの一人ではないかと疑う。最後には生き残っていたテロリストのカールに射殺される。映画では、ポール・グリーソンが演じた。また、映画では最後まで生き残る。
カール（Karl）
クラクソン石油ビルを占拠したテロリストの一人。グルーバーの右腕である。事件発生後間もなく弟のハンスをリーランドに殺されたため、以後はリーランドを殺害することのみを考えて行動する。彼もまたリーランドによって殺されたと思われていたが、リーランドがクラクソン石油ビルを脱出した直後、再び登場してリーランドに襲いかかり、パウエルに射殺される。映画では、アレクサンドル・ゴドゥノフが演じた。
リヴァーズ（Rivers）
クラクソン石油の販売担当上席副社長。クリスマス・パーティを催し、またステファニイに父を招待するように勧めた人物。テキサス出身で、第二次世界大戦中は南太平洋戦線に従軍していた。リーランドには良い印象を持たれていない。事件発生後は数百万ドルを収めた金庫のセキュリティコードを知る人物として、グルーバーによって囚われるが、セキュリティコードを明かさなかったため射殺される。映画では、ジェームズ・シゲタがジョゼフ・ヨシノブ・タカギとして演じた。
ハリー・エリス（Harry Ellis）
クラクソン石油の幹部社員で、ステファニイとは親密な関係にある。またコカインなどの薬物を常用しており、リーランドには嫌われている。中盤、エリスは自分ならリーランドを説得できると主張し、グルーバーへの協力を申し出る。しかしリーランドが投降を拒否したため、射殺される。映画では、ハート・ボックナーが演じた。

## 映画化
本作は当初、アーノルド・シュワルツェネッガーが主演したアクション映画『コマンドー』の続編として映画化される予定だった。しかしシュワルツェネッガーが出演を断ったため、『ダイ・ハード』（原題：Die Hard）として脚本が一新された。
映画のキャラクターや展開の多くは本作に基づいているが、独立した作品にするためリーランドが "The Detective" での事件について語ったり回想したりする箇所は除かれた。クラクソン石油（Klaxon Oil Corporation）はナカトミ商事（Nakatomi Corporation）なる日系企業に変更された。
ソープは映画化にあたり、映画会社側が自分のキャラクターを勝手に使い、原作とかけ離れたものを作ることを危惧していた。そのため、映画化自体は許可しつつもジョー・リーランドというキャラクターの使用は認めなかった。こうして主人公はジョン・マクレーンという若い現役警察官に変更され、これに伴って娘ステファニイは妻ホリー・ジェネロ＝マクレーンに変更されている。
テロリストたちの目的も、原作では「クラクソン石油がアメリカ政府と結託してチリの殺人者政権（ピノチェト政権）へ武器を密輸出している事実を告発する」という政治的目的があったのに対し、映画では「ナカトミ商事の大金庫に保管されている、額面6億4千万ドルの債権の強奪」という単純な金目当ての犯行に変更された。
映画に比べると、本作は非常に暗く重々しいトーンで物語が進行し、エンディングも大きく異なる。
なお、前作 "The Detective" も『刑事』（原題：The Detective）としてフランク・シナトラ主演で映画化されている。